# Starbase
 (juillet 2020).
Starbase est un jeu vidéo de type MMO spatial hybride voxel/vertex développé par Frozenbyte. 
Il offre un univers entièrement destructible et en perpétuelle expansion. Le gameplay se concentre sur le design et la construction de véhicules spatiaux, l'exploration de l'espace et de planètes, la récolte, l'usinage et l'échange de ressources, et le combat entre joueurs. Le jeu est actuellement en alpha fermé.
Les deux principales factions de joueur sont Empire et Kingdom et possèdent les deux plus grandes armées de joueur.
Les joueurs peuvent aussi choisir le camp Neutral (joueur neutre) et faire partie de plus petites factions, le jeu compte déjà plus de 350 factions neutres.